# Mikael Stahre
Mikael Stahre (* 5. Juli 1975 in Stockholm) ist ein schwedischer Fußballtrainer. 2009 trat er bei AIK seinen ersten Trainerposten in der Allsvenskan an und gewann mit dem Klub das Double aus schwedischer Meisterschaft und Landespokal, später gewann er mit IFK Göteborg erneut den Landespokal. Als Cheftrainer war er zudem in China, Griechenland, den Vereinigten Staaten, Norwegen und Thailand tätig.

## Werdegang
Stahre spielte lediglich als Jugendlicher aktiv Fußball. Aufgewachsen im Stockholmer Stadtteil Gröndal lief er zwischen 1980 und 1994 für den lokalen Verein Gröndals IK auf. 1990 begann er zudem seine Karriere als Jugendtrainer beim Klub.
1994 zog Stahre zum Hammarby IF weiter, um dort als Jugendtrainer zu arbeiten. Nach drei Jahren wechselte er zur Jugendabteilung des Erstligarivalen AIK. Hier blieb er sieben Spielzeiten und gewann 2004 die schwedische Nachwuchsmeisterschaft, den ersten Titel des Klubs auf dieser Ebene. Parallel war er zum Assistenztrainer der Reservemannschaft aufgerückt, die er 2005 übernahm. 2006 beförderte der Verein ihn an die Seite von Trainer Rikard Norling und dessen Assistenten Nebojša Novaković zum Assistenztrainer der Erstligamannschaft.
2007 verließ Stahre AIK und unterschrieb einen Vertrag beim Drittligisten Väsby United. Den Vorjahresabsteiger führte er in der Nordstaffel der Division 1 zur Vizemeisterschaft hinter Assyriska Föreningen und damit auf einen Aufstiegsplatz. In der folgenden Spielzeit gelang ihm mit der Mannschaft um Spieler wie Martin Kayongo-Mutumba, Mikael Thorstensson und Walid Atta in der Superettan als Tabellenneunter der Klassenerhalt.
Im November 2008 verpflichte AIK Stahre als Nachfolger von Norling als neuen Chef-Trainer. In der Spielzeit 2009 führte er die Mannschaft um Nils-Eric Johansson, Pierre Bengtsson, Mauro Iván Óbolo und Per Karlsson zurück in den Titelkampf. Daher kündigte AIK im September an, den noch zwei Jahre laufenden Vertrag vorzeitig verlängern zu wollen. Zum Abschluss der Spielzeit gewann er mit der Mannschaft beim direkten Konkurrenten IFK Göteborg und führte sie somit zum Gewinn des Lennart-Johansson-Pokals für die Meisterschaft. Eine Woche später standen sich die Mannschaften im Pokalfinale erneut gegenüber, durch einen 2:0-Erfolg triumphierte er mit seiner Elf erneut.
Am 26. April 2010 beendete Stahre sein Engagement beim Double-Gewinner und übernahm das Traineramt des griechischen Erstligisten Panionios Athen für die Saison 2010/11. Unter seiner Leitung spielte die Mannschaft im hinteren Tabellenbereich der griechischen Super League. Nach dem Ausscheiden im griechischen Landespokal gegen einen unterklassigen Verein entband der Klub am 28. Oktober des Jahres den Trainer von seinen Aufgaben.
Zur Allsvenskan-Spielzeit 2012 kehrte Stahre in den schwedischen Fußball zurück, als Nachfolger von Jonas Olsson und Stefan Rehn übernahm er das Traineramt beim IFK Göteborg. In seiner ersten Spielzeit belegte er mit der Mannschaft den siebten Tabellenplatz, im Sommer 2013 holte er mit dem Verein seinen ersten Titel. Im Landespokal besiegte die von ihm betreute Mannschaft um Tobias Hysén, Mattias Bjärsmyr, Jakob Johansson und Philip Haglund im Elfmeterschießen den Ligakonkurrenten Djurgårdens IF.
Es folgten Engagements bei Dalian Yifang in China, 2017 kurzzeitig bei BK Häcken und anschließend den San José Earthquakes. Dort wurde er noch vor Ende seiner ersten Spielzeit in der Major League Soccer im September 2018 entlassen, sein Assistent Steve Ralston wurde interimistisch Nachfolger. Anfang 2020 kehrte er auf die Trainerbank zurück und übernahm den norwegischen Klub Sarpsborg 08 FF, der ihn mit einem Drei-Jahres-Kontrakt ausstattete. Im Juni 2021 wurde er von seinem Ex-Klub IFK Göteborg abgeworben, der kurze Zeit zuvor Roland Nilsson entlassen hatte. Die Spielzeiten 2021 und 2022 beendete er mit der Mannschaft jeweils auf dem achten Tabellenplatz. Nachdem die Mannschaft in der Gruppenphase des Landespokalwettbewerbs 2022/23 nach einem knappen 3:2-Auftaktsieg gegen den Göteborger Zweitligisten Utsiktens BK das Lokalderby gegen Zweitligaaufsteiger GAIS verlor sowie eine deutliche 0:4-Niederlage gegen den Ligakonkurrenten IFK Norrköping hinnehmen musste, wurde er im März 2023 drei Wochen vor Beginn der Spielzeit 2023 entlassen.
Im September 2023 zog es ihn nach Thailand, wo er einen Vertrag beim Erstligisten Uthai Thani FC unterschrieb. Hier stand er bis 21. April 2024 unter Vertrag.